# قشلاق ایاق ایری حاج محمدعلی
قشلاق ایاق ایری حاج محمدعلی یک منطقهٔ مسکونی در ایران است که در دهستان قشلاق غربی واقع شده‌است. قشلاق ایاق ایری حاج محمدعلی ۵۵ نفر جمعیت دارد.